# Clément Tery
Clement Tery (geboren im 20. Jahrhundert) ist ein französischer Filmkomponist.

## Leben
Clément Tery absolvierte ein Querflöten- und Kammermusikstudium an den Konservatorien von Lyon und Paris
Seine erste Filmmusik komponierte er 2007 zusammen mit dem Rock-Musiker Ruppert Pupkin für den Film Héros von Bruno Merle. Mit Regisseur Olivier Abbou hat er seit Territories – Willkommen in den Vereinigten Staaten von Amerika (2011) in mehreren Spielfilmen und Fernsehserien zusammengearbeitet, zuletzt in dem Sechsteiler Die schwarzen Schmetterlinge. Außerdem hat er die Musik für einige Dokumentarfilme geschrieben u. a. für La diplomatie du caviar, der 2021 von Arte ausgestrahlt wurde. Der Film hat die Strategien von Diktatoren im Kaukasus und anderen Ländern Zentralasiens zum Thema, die über Popstars und Sportveranstaltungen versuchen, positiven Einfluss auf die westlichen Medien zu nehmen.